# Fabrizio Bracconeri
Fabrizio Bracconeri (* 26. Juni 1964 in Rom) ist ein italienischer Schauspieler und Fernsehmoderator.

## Leben
Nach einer Ausbildung zum Buchhalter wurde der damals füllige Bracconeri von Carlo Verdone 1983 für dessen Acqua e sapone, in dem er den neugierigen Nachbarn Enzo spielte, entdeckt. Bis Ende des Jahrzehntes spielte er noch in einigen Komödien und bewies sein Talent in der Fernsehserie I ragazzi della III C von Claudio Risi. Ab 1992 war er, inzwischen nach einer Kur deutlich schlanker, als Fernsehmoderator aktiv: Neben Rita Della Chiesa präsentierte er bis 1995 das Forum und ab 2006 bis 2012 dessen Neuauflage. Auch an anderen Formaten war Bracconeri beteiligt.
Seit 1997 auch hin und wieder auf Theaterbühnen zu sehen, veröffentlichte er 2009 ein Rezeptbuch.

## Filmografie (Auswahl)
- 1983: Acqua e sapone
- 1984: Ein bißchen verliebt (Amarsi un po'…)
- 2012: Buona giornata